# Wahraniette
Les wahraniette sont une pâtisserie algérienne à base d'amandes, de pistaches, d'eau de fleur d'oranger et de cannelle. Cette pâtisserie est nappée avec un sirop de sucre parfumé à la vanille et parfois au miel.

## Origine et étymologie
Comme son nom l'indique, cette pâtisserie est originaire de la ville d'Oran. Son nom provient de l'arabe algérien qui désigne en fait le gentilé de la ville au féminin pluriel, wahraniette, signifiant en français « oranaises ».